# 이중유희
《이중유희》는 1985년 2월 3일에 MBC TV에서 방영된 베스트셀러극장이다.

## 줄거리
라미는 고아로 비명에 죽은 고모로부터 많은 재산을 상속받아 일약 돈많은 재산가로 등장한다.
사랑하는 애인 이상우하고 결혼, 행복한 생활을 영위했으나 도박벽이 강한 남편은 아내 라미의 재산을 축내면서 술과 도박으로 세월을 보낸다.

## 출연
- 강인덕
- 김민정
- 김영란
- 박경현
- 이호재
- 차재홍
- 천호진